# Kvitebotnen
Der Kvitebotnen (norwegisch für Weißer Kessel) ist ein 6 km langes und vereistes Tal der Heimefrontfjella im ostantarktischen Königin-Maud-Land. Es liegt westlich des Sumnerkammen im nordöstlichen Teil der Tottanfjella.
Wissenschaftler des Norwegischen Polarinstituts benannten es 1987 deskriptiv.